# کروبی‌ماهی
کروبی‌ماهی (نام علمی: Centropyge argi) نام یک گونه از تیره فرشته‌ماهیان است.

## توضیحات
کروبی ماهی دارای بدنی بیضی شکل، عمیق و به صورت جانبی فشرده با پوزه کوتاه و صاف و دهانی کوچک است. یک ستون فقرات دراز و محکم در زاویه پیش پرکولوم وجود دارد که لبه عمودی آن دندانه دار است. بدن به رنگ آبی تیره است و سر و سینه به رنگ زرد نارنجی با یک حلقه چشم آبی نازک و یک بوته کوچک آبی تیره در پشت دهان است. باله های سینه ای مایل به زرد کم رنگ و باله های دیگر آبی تیره با حاشیه های آبی روشن هستند. باله پشتی شامل 14 تا 15 خار و 15 تا 16 پرتو نرم است در حالی که باله مقعدی دارای 3 خار و 17 پرتو نرم است. طول کل این گونه به حداکثر 8 سانتی متر (3.1 اینچ) می رسد.